# Ruslan Kapajew
Ruslan Kapajew (* 29. Oktober 1980) ist ein ehemaliger kirgisischer Gewichtheber.

## Karriere
Kapajew erreichte bei den Asienmeisterschaften 2004 den neunten Platz in der Klasse bis 94 kg. 2006 wurde er bei den Asienspielen in Doha Siebter. Im selben Jahr nahm er auch an den Weltmeisterschaften teil, hatte aber im Stoßen keinen gültigen Versuch. 2007 gewann er bei den Asienmeisterschaften die Goldmedaille. Bei den Weltmeisterschaften im selben Jahr wurde er allerdings wegen eines Dopingverstoßes disqualifiziert. Der Weltverband IWF sperrte ihn für zwei Jahre.